# Harald Jensen

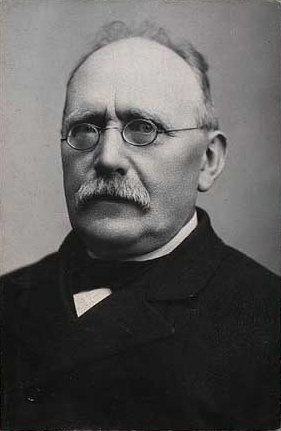
Harald Jensen

Harald Otto Jensen, född 13 oktober 1851 i Köpenhamn, död 18 oktober 1925 i Århus, var en dansk politiker. 
Jensen utbildade sig till typograf och blev 1884 redaktör för den socialdemokratiska tidningen "Demokraten" i Århus, vilken han ledde till 1918. Han var en av de första danska socialdemokrater, som agiterade bland lantarbetarna, och han valdes 1890 till folketingsman för en lantvalkrets. Han föll igenom 1892, men representerade 1895–1906 Århus i Folketinget och blev 1906 ledamot av Landstinget.